# Sifon (biologi)

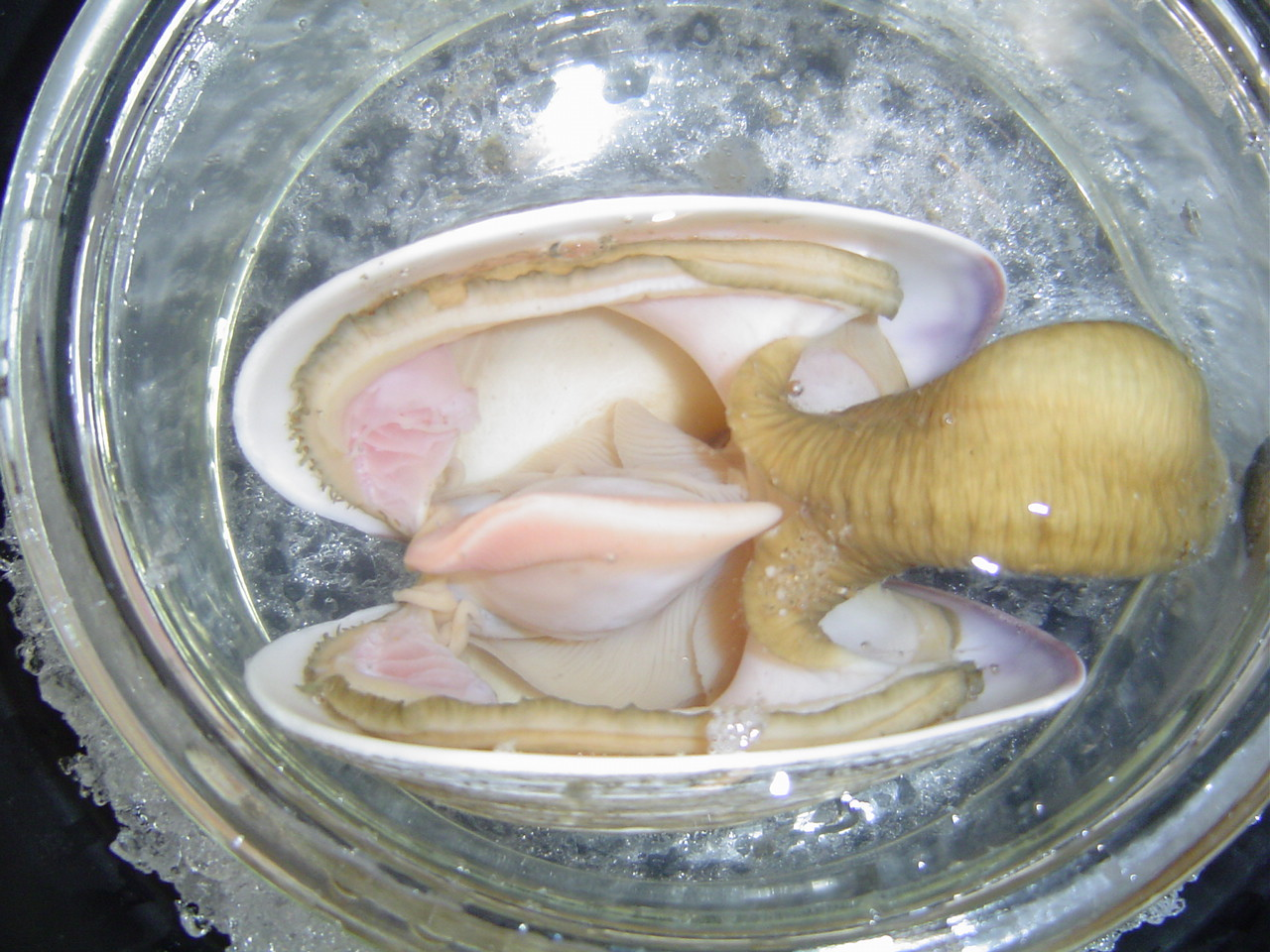
Exemplar av veneridmussla. Adduktormusklerna har skurits av, musslan är öppen. Den inre anatomin är synlig, däribland sifonparet till höger.

En sifon är en rörliknande anatomisk in- eller utströmningsöppning hos vissa vattenlevande djur som musslor, framgälade snäckor och sjöpungar.
Sifoner genomströmmas av vatten (eller mer sällan av luft). Blötdjur använder vattenströmmen för ett eller flera ändamål till exempel för att förflytta sig, födointag, respiration och fortplantning. Sifonen är del av blötdjurets mantel och vattenströmmen är riktad mot (eller från) mantelhålan.
Hos några snäckor förekommer bara en sifon. Hos musslor med sifon är de parvisa. Hos bläckfiskar finns det en sifon eller tratt som kallas  hyponom.
Ordet "sifon" kommer från grekiskans ord si'phon som betyder "rör" eller "hävert".